# Jezioro Dworackie
Jezioro Dworackie – jezioro w woj. warmińsko-mazurskim, w pow. oleckim, w gminie Świętajno, leżące na terenie Pojezierza Ełckiego.
Jest jednym z kilku jezior polodowcowych w gminie Świętajno.
Powierzchnia zwierciadła wody według różnych źródeł wynosi od 92,4 ha do 93,5 ha.
Zwierciadło wody położone jest na wysokości 131,9 m n.p.m. lub 132,6 m n.p.m. Średnia głębokość jeziora wynosi 5,5 m, natomiast głębokość maksymalna 12,9 m. Powierzchnia zlewni całkowitej jeziora wynosi 98,7 km².
Przez zbiornik przepływa Połomska Młynówka, która dopływa od strony wschodniej z Jeziora Dudeckiego, a odpływa na północny zachód do jeziora Świętajno (Świętowo). Jezioro jest także zasilane pięcioma mniejszymi ciekami, odwadniającymi zlewnię. Zbiornik ma wydłużony (rynnowy) kształt o stromych brzegach. Otoczone jest gruntami ornymi (10% linii brzegowej) oraz pastwiskami. Wśród roślinności wynurzonej dominuje trzcina pospolita oraz tatarak zwyczajny. Ze względu na cechy morfometryczno-zlewniowe, zbiornik charakteryzuje się małą odpornością na wpływy antropogeniczne. Szczególnie niekorzystna jest znaczna dynamika i intensywna wymiana wód (około 3 razy w ciągu roku). W oparciu o badania przeprowadzone w 2001 roku wody jeziora zaliczono do III klasy czystości.
Nad jeziorem znajdują się dwie niewielkie wsie: Dworackie i Kondratowo – Rogowszczyzna.